# Curtiss-Wright VZ-7
Curtiss-Wright VZ-7 bylo americké letadlo VTOL postavené koncem 50. let 20. století na objednávku US Army společností Curtiss-Wright. Šlo o konstrukci se čtyřmi vrtulemi (konfigurace tzv. „quadrotor“). Stroj byl schopen vertikálního vzletu a přistání (VTOL).

## Vývoj a konstrukce
V roce 1956 oslovila US Army (konkrétně sekce Transportation Corps) letecké společnosti o návrhy na lehké víceúčelové vozidlo, které by kombinovalo všestrannost a operativní lehkost jeepu se schopností přeletět náročný nebo nesjízdný terén. Armádní činitelé si představovali jednoduchý a přitom robustní stroj („flying jeep“ nebo „aerial jeep“, létající jeep) schopný dopředného letu v malé výšce a režimu visení, který by po určitou dobu unesl 450 kg nákladu v letové hladině mezi 1,5 – 4 m. Návrhy vytvořilo vícero firem, z nich byly na začátku roku 1957 pro vývoj prototypů vybrány společnosti Curtiss-Wright, Piasecki Aircraft Corporation a Chrysler.
Oddělení firmy Curtiss-Wright v Santa Barbaře (dříve Aerophysics Development Corporation) obdrželo od armády kontrakt na stavbu dvou prototypů, které dodalo v roce 1958. Stroje měly výrobní čísla 58-5508 a 58-5509. VZ-7 měly hranatý trup s nekrytou sedačkou pro pilota, palivovými nádržemi a letovým řízením. Po obou stranách trupu se nacházely dvě vrtule (celkem tedy čtyři), původně chráněné kovovým lemováním, později bez něho. Podvozek byl tříbodový s jedním kolem vepředu a dvěma na vzpěrách po boku zadní části trupu. Platforma byla snadno manévrovatelná a jednoduchá na ovládání. Stroj se během zkoušek jevil dobře, ale nenaplňoval zcela požadavky armády a tak byl v roce 1960 vrácen výrobci.
Jeden VZ-7 je ve sbírce leteckého muzea US Army (United States Army Aviation Museum) ve Fort Rucker v Alabamě.

## Specifikace
Data z:

### Technické údaje
- Pohon: 1× turbohřídelový motor Turbomeca Artouste IIB; 320 kW
- Délka: 5,18 m
- Výška: 2,83 m
- Šířka: 4,87 m
- Prázdná hmotnost:[pozn. 1] 771 kg
- Vzletová hmotnost: 952 kg
- Posádka: 1-2

### Výkony
- Maximální rychlost: 51 km/h
- Dynamický dostup: 60 m